# Iwonicz-Zdrój
Iwonicz-Zdrój é um município da Polônia, na voivodia da Subcarpácia e no condado de Krosno. Estende-se por uma área de 5,89 km², com 1 798 habitantes, segundo os censos de 2017, com uma densidade de 305,3 hab/km².